# Turnose

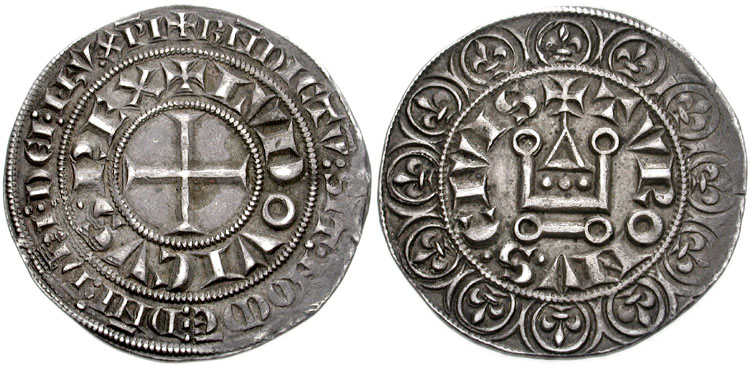
Ludwig IX.: „grossus denarius Turonus“, 1266

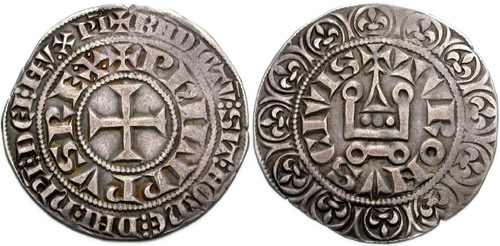
Philipp III.: „Gros Tournois à l’O rond“, 1270–1285

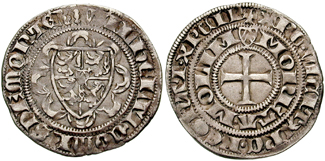
Graf Wilhelm II. von Berg: Turnose

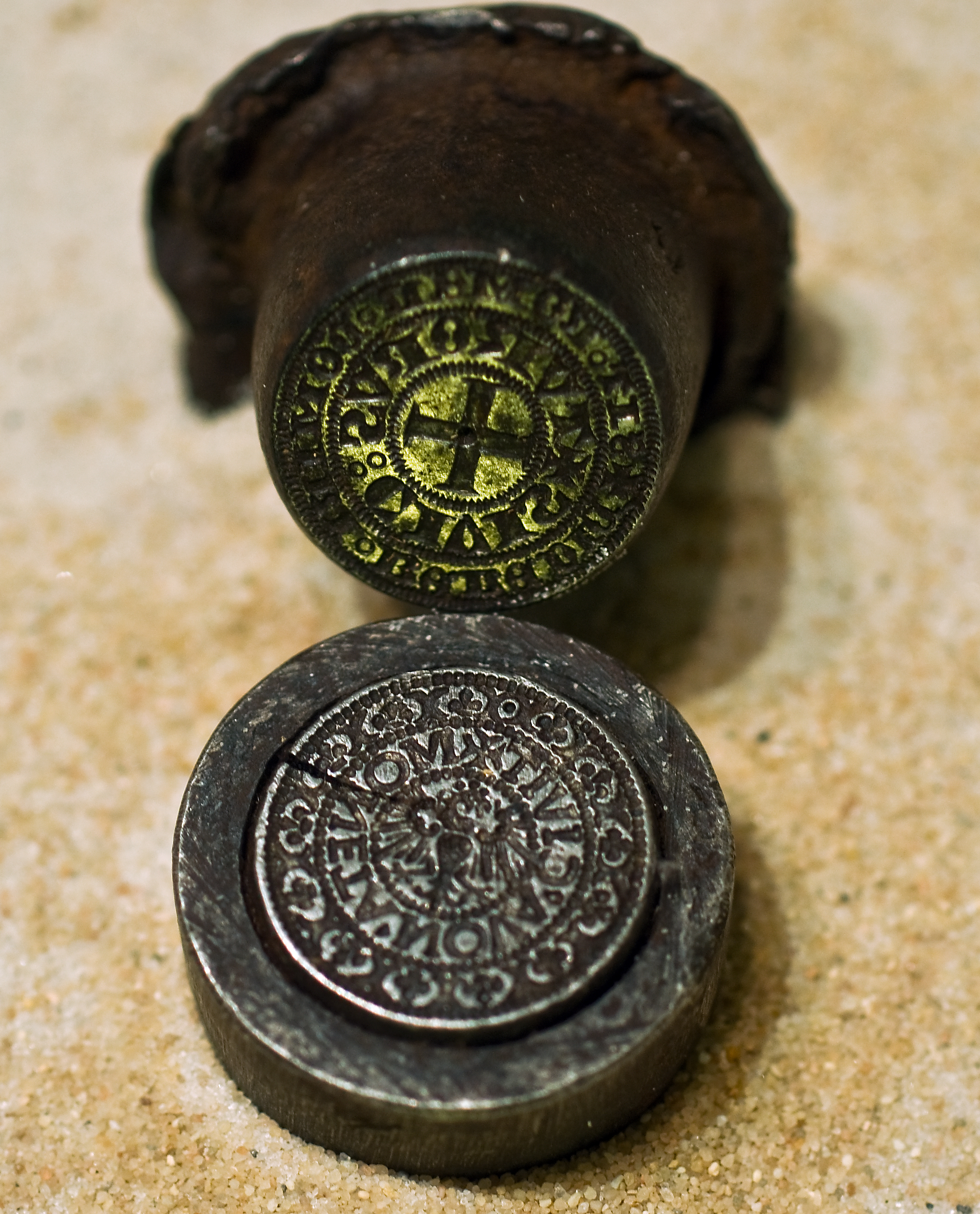
Prägestempel Turnose aus Frankfurt am Main

Der Turnose, (französisch gros Tournois) Turnos oder auch Turnosgroschen war eine unter den Kapetingern geschaffene Münze des täglichen Geldverkehrs des Mittelalters.

## Münzgeschichte
Ludwig IX. der Heilige ließ ab 1266 den “grossus denarius Turonus” (deutsch: „dicker Denar von Tours“) im Gegenwert von 12 Schwarzpfennigen (12 Deniers = 1 Sol = 1/20 Livre der Währung von Tours) prägen. Bei der höchsten damals herstellbaren Feinheit von 23/24 Karat und einem Gewicht von rund 4 Gramm prägte man einst 58 Stück aus der „rauen“ Mark von Tours (217,558 g). Diese hatte sich seit ungefähr 1050 in ganz Frankreich durchgesetzt.
Er vergrößerte das Münzbild des „denier tournois“, wobei auf der Schriftseite eine zweite äußere Umschrift hinzutrat: “B(e)N(e)DICTV(m) SIT NOME(n) D(omi)NI N(ost)RI DEI IH(e)SV XP(Christ)I” (deutsch: „Gepriesen sei der Name unseres Herrn und Gottes Jesu Christi“). Auf der Bildseite kam ein Kranz von zwölf Lilien hinzu.
Das Vorbild dieses Silbergroschens hatte König Ludwig der Heilige auf seinem Kreuzzug 1250 in Akkon kennengelernt: Die Kreuzfahrer hatten dort goldene „Sarzinas“ geprägt. Diese waren ihrerseits durch Dinarprägungen der Fatimiden-Dynastie inspiriert worden.
Der Turnosgroschen – so stammt auch das deutsche Wort Groschen als Ableitung von “grossus denarius Turonus” – wurde später unter Ludwigs Nachfolgern Philipp IV. und selbst noch von Karl V. im ausgehenden 14. Jahrhundert unter der Verwendung des identischen Typus in großen Mengen geprägt.
Aufgrund der Handelsbeziehungen der Franzosen rief der Turnose entlang des Rheins im deutschsprachigen und niederländischen Raum zahlreiche Nachahmungen hervor. Im Königreich Neapel wurde er als Gigliato während des 14. Jahrhunderts nachgeahmt. Selbst die Originalmünze wurde als universelles Zahlungsmittel bis nach Brandenburg hin akzeptiert.
Kurfürst Friedrich II. der Sanftmütige von Sachsen ließ in der Münzstätte Leipzig unter Münzmeister Hans Stockart mit dem Münzmeisterzeichen Lilie Turnosegroschen als Oberwähr zu 20 Stück auf den rheinischen Gulden nach der Münzordnung von 1456/57 bis 1461 mit der römischen Jahreszahl 1457 schlagen. Sie zeigen inmitten eines doppelten Schriftkreises ein gleichschenkliges Kreuz, während auf der Gegenseite über einem Helm das Thüringer Stangenkleinod zu sehen ist. Die sächsischen Turnosegroschen waren die Nachfolger der Judenkopfgroschen, die ebenfalls Teil einer Doppelwährung (Oberwähr) waren und deshalb ebenfalls ein großes Durcheinander in Handel und Wandel in Sachsen erzeugten.
Der Turnosegroschen war bis ins 16. Jahrhundert hinein im Zahlungsverkehr.
Turnospfennige, seit dem 13. Jahrhundert mit zunehmendem Kupferanteil ausgegebene Kleinmünzen, erhielten wegen ihrer Nachdunkelung im Rheinland den lateinischen Spitznamen Mauri (von maurus „Mohr“), der als Möhrchen auf eine rheinische Pfennig-Münze überging.